# Sorghum amplum
Sorghum amplum är en gräsart som beskrevs av Michael Lazarides. Sorghum amplum ingår i släktet durror, och familjen gräs. Inga underarter finns listade i Catalogue of Life.